# Westmoreland (Tennessee)
Westmoreland es un pueblo ubicado en el condado de Sumner en el estado estadounidense de Tennessee. En el Censo de 2010 tenía una población de 2.206 habitantes y una densidad poblacional de 216,29 personas por km².

## Geografía
Westmoreland se encuentra ubicado en las coordenadas 36°33′39″N 86°14′36″O / 36.56083, -86.24333. Según la Oficina del Censo de los Estados Unidos, Westmoreland tiene una superficie total de 10.2 km², de la cual 10.15 km² corresponden a tierra firme y (0.46%) 0.05 km² es agua.

## Demografía
Según el censo de 2010, había 2.206 personas residiendo en Westmoreland. La densidad de población era de 216,29 hab./km². De los 2.206 habitantes, Westmoreland estaba compuesto por el 97.42% blancos, el 0.32% eran afroamericanos, el 0.36% eran amerindios, el 0.18% eran asiáticos, el 0.05% eran isleños del Pacífico, el 0.54% eran de otras razas y el 1.13% pertenecían a dos o más razas. Del total de la población el 1.22% eran hispanos o latinos de cualquier raza.